# NGC 3831
NGC 3831 (również PGC 36417) – galaktyka spiralna (S0-a/P), znajdująca się w gwiazdozbiorze Pucharu. Odkrył ją John Herschel 9 marca 1828 roku. Należy do galaktyk Seyferta typu 2. Po jej wschodniej i zachodniej stronie znajdują się dwie mniejsze galaktyki PGC 36416 i PGC 36393, których przesunięcie ku czerwieni niewiele różni się od NGC 3831, co może świadczyć o tym, że galaktyki te są ze sobą fizycznie związane.
W galaktyce NGC 3831 zaobserwowano supernową SN 2009U.